# Nilodorum rugosum
Nilodorum rugosum är en tvåvingeart som först beskrevs av Freeman 1957.  Nilodorum rugosum ingår i släktet Nilodorum och familjen fjädermyggor. Inga underarter finns listade i Catalogue of Life.